# CCKBR
CCKBR (англ. Cholecystokinin B receptor) – білок, який кодується однойменним геном, розташованим у людей на короткому плечі 11-ї хромосоми. Довжина поліпептидного ланцюга білка становить 447 амінокислот, а молекулярна маса — 48 419.
| 10         |  | 20         |  | 30         |  | 40         |  | 50         |
| ---------- |  | ---------- |  | ---------- |  | ---------- |  | ---------- |
| MELLKLNRSV |  | QGTGPGPGAS |  | LCRPGAPLLN |  | SSSVGNLSCE |  | PPRIRGAGTR |
| ELELAIRITL |  | YAVIFLMSVG |  | GNMLIIVVLG |  | LSRRLRTVTN |  | AFLLSLAVSD |
| LLLAVACMPF |  | TLLPNLMGTF |  | IFGTVICKAV |  | SYLMGVSVSV |  | STLSLVAIAL |
| ERYSAICRPL |  | QARVWQTRSH |  | AARVIVATWL |  | LSGLLMVPYP |  | VYTVVQPVGP |
| RVLQCVHRWP |  | SARVRQTWSV |  | LLLLLLFFIP |  | GVVMAVAYGL |  | ISRELYLGLR |
| FDGDSDSDSQ |  | SRVRNQGGLP |  | GAVHQNGRCR |  | PETGAVGEDS |  | DGCYVQLPRS |
| RPALELTALT |  | APGPGSGSRP |  | TQAKLLAKKR |  | VVRMLLVIVV |  | LFFLCWLPVY |
| SANTWRAFDG |  | PGAHRALSGA |  | PISFIHLLSY |  | ASACVNPLVY |  | CFMHRRFRQA |
| CLETCARCCP |  | RPPRARPRAL |  | PDEDPPTPSI |  | ASLSRLSYTT |  | ISTLGPG    |

A: Аланін

C: Цистеїн

D: Аспарагінова кислота

E: Глутамінова кислота

F: Фенілаланін

G: Гліцин

H: Гістидин

I: Ізолейцин

K: Лізин

L: Лейцин

M: Метіонін

N: Аспарагін

P: Пролін

Q: Глутамін

R: Аргінін

S: Серин

T: Треонін

V: Валін

W: Триптофан

Кодований геном білок за функціями належить до рецепторів, g-білокспряжених рецепторів, білків внутрішньоклітинного сигналінгу. 
Задіяний у такому біологічному процесі, як альтернативний сплайсинг. 
Локалізований у клітинній мембрані, мембрані.